# C'était moi
C'était moi (Siempre fui yo) est une série télévisée colombienne, créée par Alejandro Stoessel et Iván Stoessel (parents et proches de Martina Stoessel plus connue sous le nom artistique de Tini Stoessel) et diffusée dans le monde entier depuis le 15 juin 2022 sur Disney+.

## Synopsis
La vie d'une jeune mexicaine, Lupe, prend un tournant inattendu lorsqu'elle apprend la mort de son père Silvestre, plus connu sous le nom d'El Faraón, la plus grande star de la musique de Colombie. Lupe décide de quitter son Mexique natal pour assister aux funérailles de son père dans la ville colombienne de Carthagène des Indes. Une fois sur place, Lupe remarque que quelque chose ne va pas. C'est pourquoi elle décide de participer au concours de musique créé par son père afin d'enquêter sur sa mort mystérieuse avec l'aide de Noah, l'ancien assistant de ce dernier. Lupe s'embarque dans un voyage plein de dangers, de mystères, d'intrigues, d'amour et de musique pour finalement découvrir la vérité qui se cache au cœur des Caraïbes colombiennes.

## Distribution
- Karol Sevilla (VF : Clara Quilichini) : María Guadalupe « Lupe » del Mar Díaz Mint
- Pipe Bueno (es) (VF : Clément Moreau) : Noah Cortez
- Christian Tappan (es) (VF : Bruno Magne) : Silvestre Díaz, dit « El Faraón »
- Antonio Sanint (es) (VF : Constantin Pappas) : Lucas Martin
- Adriana Romero (es) (VF : Magali Rosenzweig) : Wendy Núñez
- José Julián Gaviria (VF : Maxime Baudouin) : Felipe « Pipe » Díaz
- Simón Savi (VF : Hugo Brunswick) : Charly Fabián
- Juliana Velásquez (es) (VF : Florine Orphelin) : Angie Rueda
- Dubán Prado (es) (VF : Mike Fédée) : Samuel « Sammy » García Herrera
- Alejandro Gutiérrez (VF : David Gozlan) : Kevin
- Katherine Escobar : Mercedes
- Eliana Raventós : Lucía Ibarra
- Marisol Correa Vega (es) (VF : Christèle Billault) : Cecilia Mint
- Felipe Botero : Ariel Rozo

## Production

### Développement
En mars 2020, il a été rapporté que Disney + avait commandé la série musicale à suspense C'était moi créée et réalisée par Felipe Cano qui aurait Leonardo Aranguibel et Cecilia Mendonça comme producteurs.
La série mettait initialement en vedette Tini Stoessel et Sebastián Yatra mais en raison de leur rupture amoureuse, ils ont finalement été remplacés par Karol Sevilla et Pipe Bueno et le synopsis de la série a été complètement modifié.

### Tournage
Le tournage de la série a commencé en mars 2021 en Carthagène et à Bogota et s'est terminé en mai 2021 dans la péninsule de Baru.

### Diffusion
Le premier teaser est sorti le 11 mai 2022, révélant la date officielle de la série. Quelques jours plus tard, la bande-annonce officielle de la série est sortie. Une avant-première exclusive de la série a été diffusée le 1er juin sur Disney Channel Latin America.

### Classification
La série comprend de la violence, des armes, des enlèvements et des drogues légales recevant ainsi une classification de plus de 14 ans.

### Fiche technique
Sauf indication contraire, les informations mentionnées dans cette section peuvent être confirmées par la base de données cinématographiques IMDb,  présente dans la section « Liens externes ».
- Titre français : C'était moi
- Titre original : Siempre fui yo
- Création : Alejandro Stoessel et Iván Stoessel
- Réalisation : Juan Felipe Cano
- Scénario : Marina Efron, Andres Salgado, Constanza Novick & Carmen López-Areal
- Casting : Matteo Grenci et Cecilia Tiscornia
- Musique :
  - Compositeur(s) : Mauricio Rengifo et Andrés Torres
  - Compositeur(s) de musique thématique : Karol Sevilla
  - Thème d'ouverture : Siempre fui yo par Karol Sevilla
- Production :
  - Producteur(s) : Cecilia Mendonça
  - Producteur(s) exécutive(s) : Leonardo Aranguibel, Fernando Barbosa et Cécilia Mendoça
- Société(s) de production : TeleColombia et The Mediapro Studio
- Pays d'origine :  Colombie
- Langue d'origine : Espagnol
- Format :
  - Format image : 720p (HDTV), couleur - 1,78:1 - son Dolby Digital
  - Format audio : 5.1 surround sound
- Genre : Drame, Suspence et Musique
- Durée : 38–56 minutes
- Date de première diffusion :
  - 15 juin 2022 sur Disney+
- Classification : déconseillé aux moins de 12 ans

Adaptation
Version française :
- Société de doublage : Dubbing Brothers
- Direction artistique : Anne Mathot
- Adaptation des dialogues : Vanessa Deflache

 Source et légende : version française (VF) sur RS Doublage

## Épisodes
| Saisons | Saisons | Épisodes | Diffusion originale |
| ------- | ------- | -------- | ------------------- |
|         | 1       | 10       | 15 juin 2022        |

### Première saison (2022)
La première saison est mise en ligne le 15 juin 2022.
1. El Camino del Faraón
2. Le Grand saut (El Salto)
3. L'Enjeu (La apuesta)
4. Anonyme (Anónimo)
5. Coupables (Culpables)
6. Bateaux en papier (Barcos de papel)
7. La Demi-finale (La semifinal)
8. Changement de voie (Cambiando el rumbo)
9. Le Zoetrope tourne (Gira el zoótropo)
10. Sérendipité (Serendipia)

### Deuxième saison (2024)
Elle a été mise en ligne le 17 janvier 2024 en Amérique Latine.
1. Reencuentro
2. Uno de nosotros
3. Secretos
4. Dime que no fuiste tú
5. Lo sabías
6. ¡Sorpresa!
7. Tormenta
8. Siempre fuiste tú